# Tenellus leporhinus
Tenellus leporhinus — вид риб з роду Tenellus родини Бронякові ряду сомоподібні. Інша назва «тенеллус двосмугий».

## Опис
Загальна довжина становить 17,3 см (в акваріумі — 8 см). Голова відносно широка. Очі дуже великі. Біля кінчика морда є крихітні вуса. Тулуб звужується до хвостового плавця, особливо вузьке хвостове стебло. Спинний плавець високий. Перший промінь спинного й грудних плавців являє собою міцну зазубрену голку, яка може нанести суттєві поранення. Грудні плавці доволі довгі, звужені на кінці. Жировий та анальний плавець маленькі. Хвостовий плавець сильно роздвоєно, лопаті помірно широкі.
Забарвлення сріблясто-сіре з 2 синьо-чорними поздовжніми смугами трохи вище й нижче бічної лінії. Смуги тягнуться від зябрової кришки до хвостового плавця. Ще одна смуга починається від переднього краю спинного плавця й закінчується біля жирового плавця.

## Спосіб життя
Є демерсальною рибою. Воліє до прісної та чистої води. Зустрічається в річках з помірною течією та піщаним ґрунтом. Здатен видавати гучні звуки за допомогою коливання плавцями, тертям кісток й скорочення плавального міхура. Утворює невеличкі групи. Вдень ховається в різних укриттях: гущавини рослин, корчі, каміння. Активний у присмерку та вночі. Живиться дрібними водними безхребетними, невеличкою кількістю рослинності.

## Розповсюдження
Мешкає у басейні річок Бранко, Ориноко та Ессекібо.